# Wellston (Missouri)
Pour les articles homonymes, voir Wellston.
Wellston est une ville du comté de Saint Louis, au Missouri, États-Unis.